# NGC 2629
NGC 2629 ist eine Elliptische Galaxie vom Hubble-Typ E/S0 im Sternbild Großer Bär am Nordsternhimmel. Sie ist schätzungsweise 165 Millionen Lichtjahre von der Milchstraße entfernt und hat einen Durchmesser von etwa 75.000 Lichtjahren. 

Gemeinsam mit NGC 2614, NGC 2646, IC 520 bildet sie die IC 520-Gruppe.
Das Objekt wurde am 30. September 1802 von Wilhelm Herschel entdeckt.